# Gatto d'Angora
Il gatto d'Angora (dalla città di Ankara, in Turchia) è un gatto di razza originario della Turchia e caratterizzato da eccezionale eleganza, dal pelo lungo e sericeo e da un carattere molto vivace, comunicativo e socievole.

## Uso improprio del termine
Ai giorni nostri il termine "angora" o "gatto d'Angora" viene talvolta ancora utilizzato, impropriamente, per indicare - come agli inizi del Novecento - gatti a pelo semilungo di origine incerta o meticci.

## Origini, storia e leggende
Le origini del gatto d'Angora sono molto antiche e si possono, forse, far risalire sino al XV secolo. Fino al 1930 si hanno solo poche notizie, sporadiche e indiziarie, mentre la storia comincia ad avere contorni nitidi dal terzo decennio del XX secolo, quando il governo turco proclamò la variante bianca tesoro nazionale e iniziò un programma di protezione e allevamento presso gli zoo di Ankara, Smirne e Istanbul. Attorno a questi gatti gravitano anche molte leggende, per lo più di origine turca.

### Storia antica

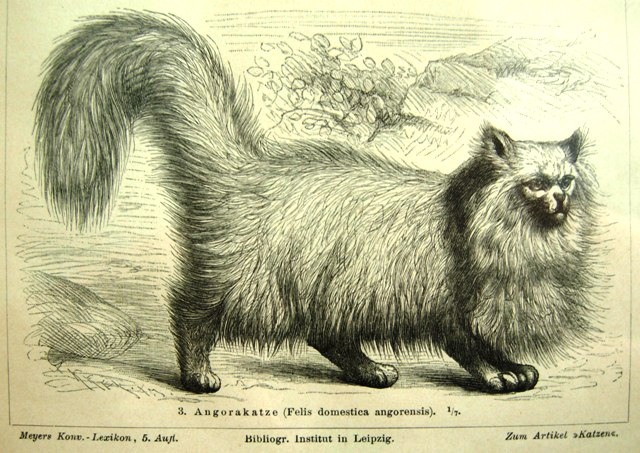
Stampa autenticata riproducente l'angora (1890 ca.)

È documentato che attorno al 1400 si tenessero in Vicino Oriente fiere alla quali partecipavano gatti a pelo semilungo da molte regioni mediterranee e asiatiche. In alcuni documenti di queste fiere si fa menzione a gatti originari della Turchia, dotati di pelo setoso e fluente. Più tardi, attorno al 1600 cominciarono ad arrivare in Europa gatti a pelo lungo, quali omaggi alla nobilità e alle casate reali da parte di sultani turchi.
Il Fabri de Peiresc importò in Francia parecchi esemplari e stabilì un fiorente e rinomato allevamento verso la metà del Seicento. I suoi gatti vennero acquistati dai reali di Francia, da Richelieu e da gran parte della nobiltà francese. Il Della Valle in Italia tentò un progetto simile ma non ebbe successo. Con il passare degli anni i gatti "francesi" spopolarono nei ceti alti di tutta Europa e approdarono anche in America. Alla fine dell'Ottocento però il gusto dei catofili di tutto il mondo si orientò verso gatti più rotondi e massicci e i cosiddetti angora vennero incrociati con altri gatti per creare il persiano. La nascita del persiano portò l'angora all'estinzione in Europa e in America.
In Turchia la situazione era poco differente all'epoca. Il governo turco stimolato da una credenza popolare secondo cui il grande statista Ataturk si sarebbe reincarnato in un gatto a pelo semilungo bianco, dichiarò la varietà bianca tesoro nazionale, fece internare tutti gli esemplari negli zoo turchi e promosse un rigoroso programma di protezione e di allevamento.

### Storia moderna
La riscoperta dell'angora risale circa al 1960, anni in cui alcuni allevatori americani riuscirono ad ottenere il permesso dal governo turco per esportare dei gatti dagli zoo e portarli in America. Da questi gatti cominciò la razza poi definita "angora turco" per distinguerla dal "gatto d'Angora", nome all'epoca erroneamente utilizzato per indicare qualunque meticcio a pelo lungo.
Contemporaneamente in Inghilterra si cercò di ricreare la razza sia ricorrendo alla selezione degli orientali a pelo semilungo (anche noti come mandarini), che per un lungo periodo vennero anch'essi chiamati angora o British Angora. Per anni l'angora è stato riconosciuto solo nella varietà bianca e solo in seguito si ottenne il riconoscimento graduale delle varie colorazioni che naturalmente si presentavano dall'accoppiamento di due gatti bianchi.
Nonostante in molte fonti lo si definisca erroneamente un "persiano bianco", in realtà è proprio un gatto d'angora bianco quello che possiede e accarezza spesso il personaggio di Ernst Stavro Blofeld in vari film della serie cinematografica dedicata all'agente segreto James Bond 007.
Nel campo della proprietà intellettuale, l'espressione "gatto d'angora" (o "angora cat") viene utilizzata per indicare una situazione tale per cui, durante un'analisi della validità e della contraffazione di un titolo brevettuale, il titolare può avere la tendenza ad interpretare l'ambito di protezione del proprio titolo brevettuale in maniera più o meno ampia a seconda che si parli di contraffazione o di validità. Nello specifico:
- quando il titolare deve difendere la validità, lo stesso titolare tende ad applicare un'interpretazione piuttosto ristretta;
- quando invece il titolare deve attaccare un presunto contraffattore, lo stesso titolare tende ad applicare un'interpretazione piuttosto ampia, gonfiando l'ambito di protezione in maniera analoga a come un gatto rizza il proprio pelo per apparire più grande.

### Leggende
Attorno all'angora turco si sono create molte leggende. La più antica riporta che il gatto amato da Maometto fosse un gatto a pelo lungo rosso, di nome Muezza. Sembra anche che la regina di Francia Maria Antonietta avesse gatti d'Angora, e la cosa è probabile, e che, alla vigilia della rivoluzione francese, li affidò ad una persona fidata affinché li salvasse portandoli in America. Lei non li raggiunse mai, ma la leggenda narra che da quei gatti sarebbe poi nato il Maine Coon.
Infine, la leggenda più bella è una leggenda turca. I turchi credono che vi siano alcuni gatti con particolari poteri, i gatti del desiderio. Tali gatti hanno il potere di far avverare i desideri che gli vengono sussurrati all'orecchio dalle persone che essi più amano.

### L'angora e la Turchia
In Turchia la razza angora in quanto tale non esiste, così come non esistono il turco van, l'anatolian e il van kedisi. In Turchia i gatti vengono differenziati a seconda della varietà di pelo e del colore degli occhi. Così il bianco ad occhi azzurri è noto come Ankara kedi, il bianco con gli occhi impari viene chiamato Van kedi, il silver tabby è detto Teku, il red tabby Sarman e il gatto con colorazione van viene definito Kinali Kedi. In Turchia gli unici gatti che vengono allevati di proposito negli zoo e nelle case private sono l'Ankara kedi e il Van kedi, mentre gli altri sono in genere lasciati alla vita randagia.

### Aspetto

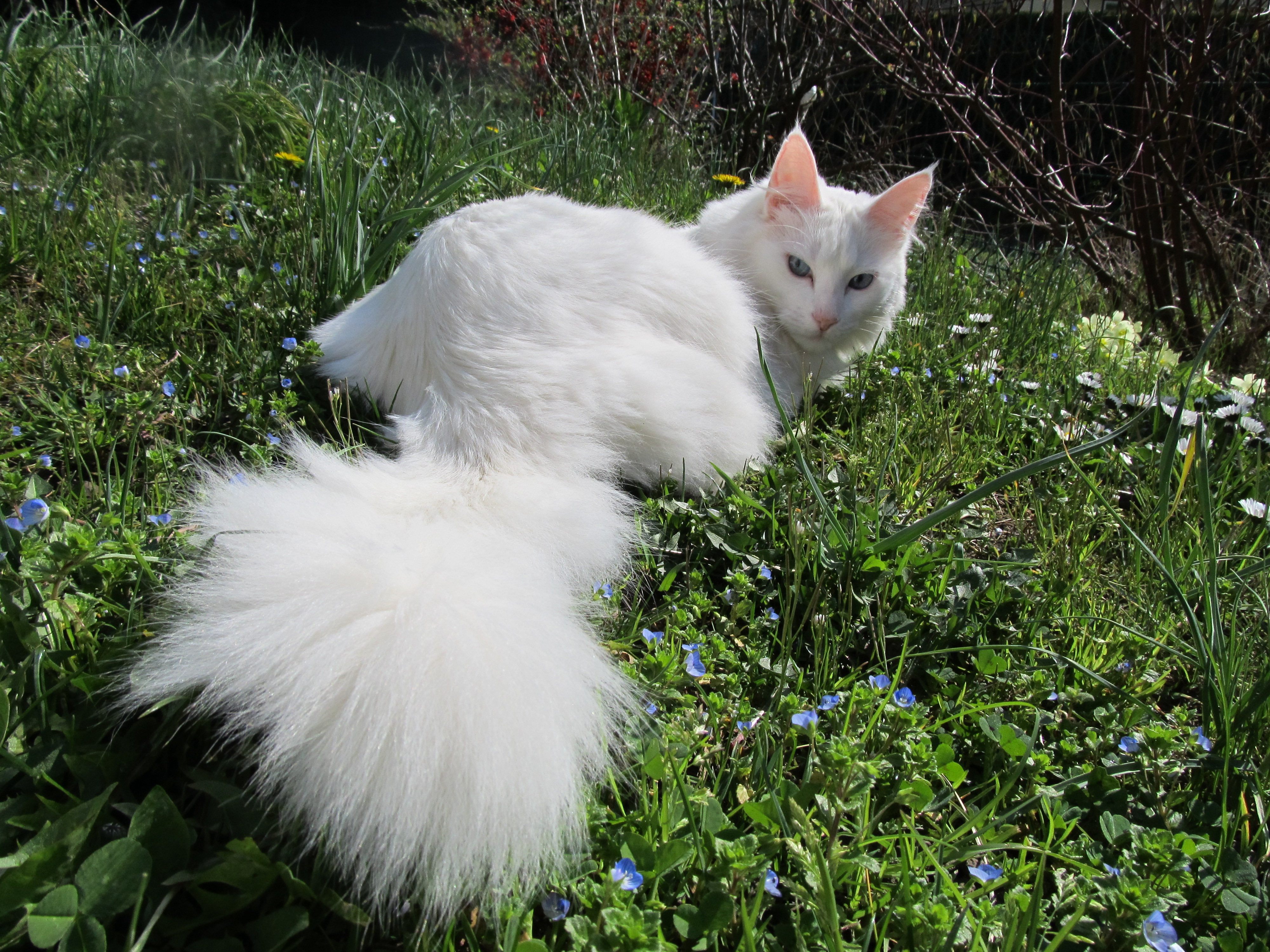
Angora Turco bianco.

L'angora appartiene a una razza ben definita, originaria della Turchia e non va confuso con il Persiano. Grazioso e ricoperto da una pelliccia setosa.
L'angora è un gatto di media grandezza, le femmine variano tra i 3 e i 4 kg di peso, mentre i maschi non devono superare i 4,5–5 kg. La struttura del corpo è leggera ed elegante, seppur muscolosa, con zampe affusolate e coda molto lunga. In particolare, le zampe anteriori sono leggermente più corte delle posteriori e le spalle e le anche hanno la stessa larghezza. I piedini sono piccoli e rotondi. La testa è affusolata e lunga, in forma di cuneo allungato.
Idealmente si possono immaginare due piani, uno che segue la linea dritta (o quasi) del naso e l'altro che si appoggia sul sovra-testa, che deve essere piatto. Questi due piani si devono incontrare con un angolo molto ampio appena al di sopra degli occhi. Le linee delle guance devono essere dritte, così come i profilo. Non deve esserci 'stop' nel profilo, né pinch sui cuscinetti dei baffi. Il mento deve essere perpendicolare al naso e ben pronunciato. Gli occhi sono in forma di mandorla, posizionati obliquamente. Le orecchie devono essere grandi, vicine tra loro e ben erette.
Il pelo dell'angora è serico, sottilissimo e assolutamente privo di sottopelo. È medio sul corpo e si allunga sulla gorgiera, sulla coda (che deve essere molto fornita) e sui calzoncini. Questi gatti non hanno il mantello definitivo fino all'anno di età e vi è molta differenza tra la livrea invernale e quella estiva (molto più corta). I maschi hanno una gorgiera più sviluppata delle femmine.
Esso è agile, con pelo sottile, lucido, soffice e delicato.

### Colori
Il colore dell'angora è oggetto di molte discussioni. In Italia ed in Europa, oggi ci sono club indipendenti che, al contrario degli affilati FIFe, ammettono i soggetti colorati.
L'angora nasce naturalmente in una vasta gamma di colori. Non sono generalmente riconosciuti ai fini espositivi i colorpoint, i chocolate e i lilac, mentre non si ha notizia di gatti in colori fawn, apricot, caramel e via dicendo. Sono ammessi tutti i colori degli occhi, possibilmente di colore intenso.

## Standard
- Testa: da piccola a media. Triangolare.

Profilo di media lunghezza con un naso dritto, lungo, senza traccia di stop. Mento arrotondato, allineato sul medesimo piano verticale del naso.
- Orecchie: grandi, larghe alla base, lunghe e appuntite con ciuffi di pelo, con attaccatura alta sul cranio.
- Occhi: grandi, a mandorla, leggermente obliqui, Ambra. Nei soggetti bianchi, possono essere blu o impari.
- Collo: lungo e sottile.
- Corpo: da piccolo a medio nelle femmine, un po' più grandi nei maschi.

Ossatura minuta ma solida.
Gabbia toracica stretta. Zampe più lunghe dietro che davanti. Piccoli piedi rotondi
e delicati, ornati di peli tra le dita.
- Coda: lunga, larga alla base, affilata, con lunghi peli che conferiscono l'aspetto di una piuma.

In movimento, portata rovesciata sul dorso, la punta tocca quasi la testa.
- Mantello: lungo e fine, serico. Sprovvisto di sottopelo lanoso.

Semilungo sul corpo, più corto sul dorso e sul muso, lungo sulla gorgiera, sotto il ventre e sulla coda. Ha tendenza a essere ondulato nella parte inferiore.

## Profilo caratteriale
L'angora turco è, in genere, un gatto molto affettuoso e vivace. Il suo mondo gravita attorno agli umani, coi quali vive ed ai quali dona tutta la sua dedizione ed attenzioni. Ama le novità e le avventure. La sua curiosità e voglia di vivere lo rendono il compagno ideale dei bambini, per i quali mostra una predilezione tutta particolare. Questi gatti sono molto intelligenti ed addestrabili. Spesso, si dimostrano grandi campioni in cat-agility. È molto difficile, invece, che si facciano sopraffare dall'aggressività, anche nelle situazioni più critiche. Questo li rende estremamente affidabili e decisamente portati per la pet-therapy.
Benché sia un gatto vivace, l'angora turco si adatta benissimo alla vita d'appartamento e alla convivenza con altri animali. D'altra parte, non si sente molto a suo agio con periodi prolungati di solitudine; anzi soffre, sovente, di ansia/stress da abbandono. Questi gatti sono adatti a persone che cercano, più che un animale da compagnia, un compagno di vita, con cui condividere la quotidianità, le attività, gli amici e le grandi scoperte. Si addice molto agli ambienti vivaci, alla persone che hanno una ricca vita personale e alle famiglie o agli ambienti con più animali domestici. Richiede, però, un po' di impegno ed è raccomandabile dedicargli sempre attenzioni ogni giorno o dargli la compagnia di un altro animale. Questa razza di gatti sa essere molto giocherellona: amano tanto avere dei giocattoli e, a differenza di altre razze feline, quasi ipnoticamente, si dimostrano attratti, divertiti dall'acqua, specie se in movimento, sotto forma di getto, flusso o pozza.

## Alimentazione e cure
L'angora turco può tendere ad ingrassare, ed è una cosa che non gli dona. Occorre quindi fare un po' attenzione con le razioni di cibo. In linea generale è bene lasciargli sempre a disposizione una ciotola di acqua fresca, e dei croccantini. Una volta al giorno occorre integrare con del cibo umido a base di carne o pesce. Il pelo di questi gatti non richiede particolari cure poiché non forma nodi. È sufficiente una spazzolata alla settimana (due nel periodo di muta) per rimuovere il pelo morto.

## Salute
Generalmente l'angora turco è un gatto forte e frugale che difficilmente si ammala e che ha delle capacità di recupero eccezionali. Come tutte le razze, e come tutti i gatti in genere può soffrire di patologie ereditarie e di virus infettivi. Le patologie ereditarie gravi più diffuse nella razza sono la cardiomiopatia ipertrofica (HCM) (un problema cardiaco letale) e l'atassia genetica (una malattia dei cuccioli che li porta alla morte entro i tre mesi di vita).
Un altro grande problema è la sordità ereditaria legata al colore bianco, e che può presentarsi, a differenza di quanto comunemente si crede, in tutti i gatti bianchi indipendentemente dal colore degli occhi. Sono inoltre suscettibili al complesso del granuloma eosinofilico.

## Allevamento
Per il suo particolare carattere, l'Angora Turco non può e non deve essere allevato in grandi numeri e/o separato dal contatto umano. Il contatto diretto e costante con le persone è un presupposto per poter garantire ai gatti e ai cuccioli un corretto equilibrio psicofisico e per garantire il benessere psicologico degli animali.
Non si applica quindi a questa razza l'utilizzo di gabbie o la segregazioni di alcuni esemplari in zone isolate quali stanze, terrazzi o balconi. Per allevare questi gatti occorre prestare molta attenzione all'aspetto caratteriale, alle malattie ereditarie (atassia e HCM, sordità) e dermatologiche (granuloma eosinofilico). Per alcune di queste patologie esistono test affidabili o protocolli affidabili:
- HCM: ecocardiografia. Il prevede un'ecocardiografia l'anno/
- atassia: n/a
- sordità accertare la non sordità bilaterale dei riproduttori (l'unico modo è l'esame audiometrico BAER)
- granuloma eosinofilico: n/a